# Acta Tropica
Die Acta Tropica ist eine tropenmedizinische Zeitschrift, die 1944 von den vier Basler Professoren Rudolf Geigy, Alfred Gigon, Felix Speiser und Rudolf Tschudi gegründet wurde. Rudolf Geigy war damals auch der Vorsteher des in Basel ansässigen Schweizerischen Tropen-Instituts. Es diente vor allem dazu, rasch, unkompliziert und ohne peer review Forschungsresultate im ganzen Bereich der Tropenmedizin zu veröffentlichen. Die Berichte wurden in deutscher oder französischer Originalsprache veröffentlicht, während erst nach 1970 Englisch zur vorherrschenden Sprache wurde. Während die Herausgeber stets fest in Basel verankert waren, wurde die redaktionelle Arbeit aber schon 1949 zur Hälfte von ausländischen Forschern geleistet.
1977 übernahm der Basler Verlag Schwabe & Co die Verlegung der Zeitschrift vom nun aufgelösten Verlag für Recht und Gesellschaft. Um die Leserzahlen zu erhöhen, fokussierte Acta Tropica nun mehr auf die bio-medizinischen Aspekte der tropischen Erkrankungen. Aber auch dies konnte den Niedergang nicht mehr aufhalten, worauf im Jahre 1989 die Zeitschrift vom niederländischen Verlag Elsevier übernommen wurde.
Heute beteiligt sich das Schweizerische Tropen- und Public-Health-Institut an der Fachzeitschrift Tropical Medicine & International Health.